# NGC 2442
NGC 2442 je spirální galaxie s příčkou v souhvězdí Létající ryby. Od Země je vzdálená 46 milionů světelných let a je hlavním členem skupiny galaxií, která dostala označení LGG 147. Objevil ji John Herschel 23. prosince 1834
a severovýchodní část galaxie dostala samostatné označení NGC 2443.
Tato galaxie má výrazně nesouměrný tvar, který je pravděpodobně způsoben minulým blízkým setkáním s jinou galaxií
a díky kterému se řadí mezi pekuliární galaxie. Toto setkání nejspíše vedlo i ke spuštění tvorby hvězd v mnoha místech, která se na snímcích prozrazují svou červenou barvou.
V této galaxii byly pozorovány dvě supernovy. První dostala označení SN 1999ga, měla hvězdnou velikost 19 a byla typu II. Druhá se označuje SN 2015F, měla hvězdnou velikost 16,8 a byla typu Ia.